# Linaria antilibanotica
Linaria antilibanotica är en grobladsväxtart som beskrevs av Karl Heinz Rechinger. Linaria antilibanotica ingår i släktet sporrar, och familjen grobladsväxter. Inga underarter finns listade i Catalogue of Life.